# Countdown to Extinction
Countdown to Extinction utgavs 1992 och är den amerikanska thrash metal-gruppen Megadeths femte och bästsäljande studioalbum. Albumet har sålt tio miljoner och nådde som högst en andraplats på amerikanska Billboard-listan.
Musikstilen på detta album är jämfört med tidigare album en mera lätt form av metal med sången i centrum och enklare sångstrukturer. Även Metallica hade tagit samma steg på det ”svarta albumet” släppt elva månader tidigare med stor kommersiell framgång. Vid inspelningen och produktionen utnyttjades nu också modern teknik vilket höjde kvaliteten. I nyutgåvan från 2004 hävdar Megadeths frontfigur Dave Mustaine att albumet är gruppens bästa verk.
Skivan har ett undergångstema helt i linje med tidigare album.

## Låtlista
Alla låtar skrivna av Dave Mustaine där inget annat anges.
Sida ett
1. "Skin O' My Teeth" - 3:13
2. "Symphony of Destruction" - 4:02
3. "Architecture of Aggression" (Dave Mustaine, David Ellefson) - 3:34
4. "Foreclosure of a Dream" (Dave Mustaine, David Ellefson) - 4:17
5. "Sweating Bullets" - 5:03
6. "This Was My Life" - 3:42

Sida två
1. "Countdown to Extinction" (Dave Mustaine, David Ellefson, Nick Menza, Marty Friedman) - 4:16
2. "High Speed Dirt" - 4:12
3. "Psychotron" - 4:42
4. "Captive Honour" (Dave Mustaine, David Ellefson, Nick Menza, Marty Friedman) - 4:14
5. "Ashes in Your Mouth" (Dave Mustaine, David Ellefson, Nick Menza, Marty Friedman) - 6:10

Bonuslåtar på nyutgåvan från 2004
1. "Crown of Worms" - 3:17
2. "Countdown to Extinction" (demo)  - 3:55
3. "Symphony of Destruction" (demo) - 5:29
4. "Psychotron" (demo) - 5:28

*

## Låtarnas budskap
- "Skin O' My Teeth" handlar om Mustaines självmordsförsök.
- "Countdown to Extinction":s tema är att människan utrotar alla andra arter än sig själv.
- "Foreclosure of a Dream" handlar om politiska ideologiers uppgång och fall.
- "High Speed Dirt" handlar om fallskärmshoppning
- "Ashes in Your Mouth" handlar om vad efterbörden av ett krig innebär.

## Medverkande
- Dave Mustaine - sång, gitarr
- Marty Friedman - el- och akustisk gitarr
- Nick Menza - trummor
- David Ellefson - basgitarr